# ICat
iCat es una emisora de las cuatro de Catalunya Ràdio y la Corporación Catalana de Medios Audiovisuales (CCMA) cuya programación gira alrededor de la cultura tradicional (literatura, cine, teatro, etc.) y las nuevas tendencias como internet. Se puso en funcionamiento el 22 de abril de 2006, coincidiendo con las fiestas del día de San Jorge, sustituyendo así a la anterior emisora, Catalunya Cultura.
Su programación se basa en una radiofórmula de música actual y que abarca todo tipo de género e idioma. Tiene una cuota aproximada del 30% de música en lengua catalana. 

## Historia
El 10 de febrero de 2006 se anunció que la emisora Catalunya Cultura cambiaría de nombre y de programación, para convertirse exclusivamente en musical. La nueva emisora, iCatFM, empezó a emitir el 23 de abril de 2006, aprovechando la Diada de Sant Jordi. El lanzamiento de la nueva emisora despertó muchas quejas entre los directivos de las radios privadas catalanas, que temían que la apuesta por la radiofórmula hiciera la competencia a sus emisoras. Sin embargo, el tiempo no confirmó sus temores e iCat FM nunca superó las cifras de audiencia de Catalunya Cultura. 
Seis años más tarde, en el marco de los recortes presupuestarios de la radiotelevisión pública catalana, se anunció que el 1 de octubre de 2012 iCat FM dejaba de emitir a la FM y lo haría sólo por internet, con el nombre de iCat.cat. A partir de ese momento, las frecuencias que había ocupado quedaron vacías. 
Después de cinco años de emisión exclusiva por internet, el Consejo de Gobierno de la Corporación Catalana de Medios Audiovisuales acordó el 5 de abril de 2017, a propuesta de la vicepresidenta, Núria Llorach, la recuperación de las emisiones de iCat.cat por las ondas de la frecuencia modulada a partir de la temporada 2017-2018. El Consejo también aprobó establecer los mecanismos de cooperación necesarios con el Departamento de Cultura de la Generalidad de Cataluña para hacer efectivo este retorno. Finalmente, el 6 de septiembre de 2017, la emisora volvía al FM con el nombre de iCat.

## Internet (era 2012-2017)
La emisora, además de su programación por radio analógica terrestre, está disponible por internet y próximamente en FM, donde ofrece también los siguientes canales:
- iCatTrònica: especializado en música electrónica.
- iCatJazz: selecciones de Jazz.
- TotCat: canal dedicado exclusivamente a la música en catalán.
- iCatRumba: Rumba catalana.
- iCatMon (antes Musicatles): música de todo el mundo.
- Mediterràdio: un canal especializado en música de los países mediterráneos.

Su sitio web fue galardonado en 2007 con el Premio Nacional de Internet de Cataluña.

## Frecuencias de FM
Indicativo RDS PS: "iCat". RDS PI (General): E233
 Provincia de Barcelona
- Arenys de Munt: 99.7 FM
- Barcelona: 92.5 FM
- Cabrils: 105.4 FM
- Collsuspina: 87.9 FM
- Guardiola de Berga: 88.6 FM
- Igualada: 87.9 FM
- Manresa: 96.5 FM
- Pineda de Mar: 103.9 FM
- San Celoni: 90.2 FM
- San Pedro de Ribas: 93.3 FM
- San Pedro de Torelló: 89.3 FM
- Serchs: 101.0 FM

 Provincia de Gerona
- Arbucias: 99.0 FM
- Cadaqués: 105.7 FM
- Palamós: 99.2 FM
- Camprodón: 87.6 FM
- Gerona: 88.9 FM
- Lloret de Mar: 105.2 FM
- Massanet de Cabrenys: 90.8 FM
- Montagut y Oix: 99.2 FM
- Olot: 102.6 FM
- L'Estartit: 104.8 FM
- Portbou: 97.6 FM
- Ribas de Freser: 96.7 FM
- Ripoll: 91.4 FM
- Riu: 100.4 FM
- San Hilario Sacalm: 93.7 FM
- Sant Feliu de Guíxols: 104.1 FM
- Tosa de Mar: 99.8 FM

 Provincia de Lérida
- Almacellas: 103.2 FM
- Almenar: 103.0 FM
- Artesa de Segre: 97.5 FM
- Baqueira: 103.4 FM
- Bohí: 93.0 FM
- Bosost: 89.0 FM
- Cubélls: 103.3 FM
- Lérida: 106.1 FM
- Orgaña: 101.1 FM
- Oliana: 90.2 FM
- Pont de Suert: 105.9 FM
- Ponts: 93.0 FM
- Prulláns: 103.1 FM
- Senterada: 97.5 FM
- Seo de Urgel: 90.9 FM
- Solsona: 93.1 FM
- Soriguera: 105.5 FM
- Tremp: 93.2 FM
- Viella y Medio Arán: 100.0 FM
- Vilaller: 89.0 FM

 Provincia de Tarragona
- Cabra del Campo: 104.9 FM
- Calafell: 93.1 FM
- Falset: 104.9 FM
- Flix: 106.3 FM
- Montblanch: 90.5 FM
- Roquetas: 104.9 FM
- San Carlos de la Rápita: 89.7 FM
- Tarragona: 88.0 FM
- Ulldemolins: 99.8 FM
- Vendrell: 105.9 FM

 Provincia de Huesca
- Montanuy: 89.0 FM